# Zielabweichungsverfahren
Das Zielabweichungsverfahren (ZAV) ist ein im deutschen Raumordnungsgesetz (ROG) und teilweise in den raumordnungsrechtlichen Regeln der einzelnen Bundesländer (dort meist im „Landesplanungsgesetz“) geregeltes Verfahren, mit dem es öffentlichen Stellen und privaten Bauherrn ermöglicht wird, bei raumbedeutsamen Vorhaben von einem sie grundsätzlich bindenden Ziel der Raumordnung (Definition in § 3 Abs. 1 Nr. 2 ROG; Bindungswirkung nach § 4 Abs. 1 Satz 1 ROG) ausnahmsweise abzuweichen.

## Bedeutung
Ein Zielabweichungsverfahren ist ein Ausnahmeinstrument für atypische Einzelfälle, die bei der Regionalplanaufstellung (noch) nicht erkennbar waren und somit bei der Zielformulierung nicht berücksichtigt wurden. Ähnliches gilt beispielsweise für einen Dispens von den Festsetzungen eines Bebauungsplans gem. § 31 Abs. 2 BauGB, der „atypischen Sachverhalten“ vorbehalten ist.

## Verfahren
Voraussetzung ist, dass die Abweichung aus raumordnerischen Gesichtspunkten vertretbar ist und die Grundzüge der Planung nicht berührt werden (§ 6 Abs. 2, § 4 ROG). Antragsberechtigt sind die öffentlichen Stellen im Sinne des § 3 Abs. 1 Nr. 5 ROG (Behörden des Bundes und der Länder, kommunale Gebietskörperschaften, bundesunmittelbare und die der Aufsicht eines Landes unterstehenden Körperschaften, Anstalten und Stiftungen des öffentlichen Rechts) sowie private Bauherrn privilegierter raumbedeutsamer Bauvorhaben im Außenbereich, die den Zielen der Raumordnung nicht widersprechen dürfen (§ 35 Abs. 3 Satz 2 BauGB). Meist stellen die Städte und Gemeinden einen entsprechenden Antrag. Raumbedeutsame Planungen und Maßnahmen sind Planungen einschließlich der Raumordnungspläne, Vorhaben und sonstige Maßnahmen, durch die Raum in Anspruch genommen oder die räumliche Entwicklung oder Funktion eines Gebietes beeinflusst wird, einschließlich des Einsatzes der hierfür vorgesehenen öffentlichen Finanzmittel (§ 3 Abs. 1 Nr. 5 ROG).
Bei Raumordnungsplänen der Länder ist die Regelung des Verfahrens Sache der Länder. Diesbezüglich gelten nach § 27 Abs. 3 ROG die ergänzenden landesrechtlichen Regelungen. Über Abweichungen in Raumordnungsplänen des Bundes für die deutsche ausschließliche Wirtschaftszone entscheiden die gem. § 19 ROG zuständigen Behörden im Benehmen mit dem Bundesministerium des Innern, für Bau und Heimat.
Mittels eines Zielabweichungsverfahrens kann ein aufwendiges Zieländerungsverfahren, das zur Änderung des betreffenden Raumordnungsplans führt, umgangen werden.
In einigen Bundesländern ist es inzwischen möglich, ein Zielabweichungsverfahren in ein Raumordnungsverfahren zu integrieren.
Durch das Zielabweichungsverfahren wird zudem dem Gegenstromprinzip Rechnung getragen.